# Rección (sintaxis)
En sintaxis y gramática, la rección se refiere a la relación entre unas palabras y otras, relacionadas sintácticamente entre sí. Existe una noción de rección en gramática tradicional, además de una definición altamente especializada usada en gramática generativa. La rección de caso es un ejemplo de rección por el cual los argumentos verbales reciben caso gramatical.

## Gramática tradicional
En gramática tradicional, la rección se refiere a la selección de rasgos gramaticales por parte de los verbos y las preposiciones en lenguas flexivas. Más comúnmente, se dice que un verbo o una preposición "rigen" un caso gramatical específico, si el complemento de dicho verbo o preposición debe llevar cierto caso para dar lugar a una construcción gramaticalmente correcta (ver rección de caso).
Por ejemplo, en latín, la mayor parte de los verbos transtivos requieren que su objeto directo tome el caso acusativo, mientras que el caso dativo se reserva para el objeto indirecto. Un verbo como videre 'ver' se ajusta perfectamente al patrón con acusativo; sin embargo, un verbo como favere 'ayudar, ser propicio o favorable' es una excepción a este patrón de rección: su objeto directo debe ir en dativo y no en acusativo. Las siguientes dos oraciones muestran los patrones de rección de estos dos verbos:
(1) te video [='te veo']
(2) tibi faveo [= 'estoy de tu lado']
Obsérvese que en (1) el pronombre de segunda persona es te (acusativo), mientras que en (2) es tibi (dativo). Del mismo modo que los verbos, las preposiciones latinas pueden requirir diferentes casos morfológicos. Incluso una preposición particular puede admitir más de un caso morfológico, aunque con interpretaciones semánticas diferentes:
(3) in Roma [= 'en Roma, en el interior de Roma']
(4) in Romam [= 'hacia el corazón de Roma, rumbo a Roma']
La definición de rección puede extenderse también a otras categorías sintácticas, además de los verbos y las preposiciones, incluso puede extenderse a rasgos gramaticales abstractos como el caso o la concordancia. Así, por ejemplo, en español el adjetivo digno se combina generalmente con un complemento introducido mediante la preposición de (como en digno de admiración o digno de lástima). La elección de esta preposición de y no de otra por parte del adjetivo es un ejemplo de rección (obsérvese que otros adjetivos requieren otras dado a ..., respetuoso con ..., etc.).

## Teoría de la rección y el ligamiento
La relación de rección en sintaxis generativa que se usa en la teoría de la rección y el ligamiento es una extensión de la noción tradicional de rección de caso. Los verbos "rigen" a sus objetos, y más generalmente, un núcleo sintáctico "regirá" a sus complementos sintácticos. Formalmente:
A rige a B si y solo si:
1. A es una categoría rectora,
2. A manda-m a B, y
3. no existe una barrera a la rección entre A y B.

Donde usualmente se considera que los núcleos léxicos son categorías rectoras y que las proyecciones máximas (límite de sintagma) son barreras a la rección.
La relación de rección también desempeña un papel en la concordancia gramatical. Así, tanto la concordancia de polaridad como la concordancia nominal ordinaria requieren que el elemento que fuerza la concordancia rija a los elementos que deben concordar con él.

### Enlaces
- Minimanual de Teoría X-barra (en inglés)

- Datos: Q2732820